# 九龍巴士82M線
九龍巴士82M線是香港的一條已停辦日間巴士路線，提供空調巴士服務，行走廣源及九龍塘鐵路站之間，途經圓洲角、沙田第一城、富豪花園、沙角邨、新田圍邨等地區。
九龍巴士82S線是一條已停辦的新界市區晨早特別路線，由九巴營辦，只在平日早上由廣源單向開往九龍塘鐵路站。

## 歷史
- 1983年10月30日：路線投入服務，初時往來圓洲角及九龍塘地鐵站，同時取代81M於沙角邨及乙明邨的服務。[1]
- 1990年2月5日：路線由圓洲角總站延長至廣源總站，同時提高全程票價和增設單向分段收費以減少對乘客影響。
- 1993年9月27日：加入空調巴士行走。
- 1997年3月10日：不經沙田第一城特快班次82S投入服務。
- 2006年9月27日：82M及82S一同改為全空調服務。
- 2006年11月4日：九龍塘地鐵站總站由沙福道遷往九龍塘教育服務中心地下的新巴士總站。[2]
- 2013年8月24日：82M取消服務，由85A線延長至廣源取代。
- 2014年8月18日（2014年8月16日為最後服務日）：82S線取消，並將有關資源用作開辦新路線82C。[3][4][5]

## 服務時間及班次
82M
| 廣源開           | 廣源開      | 廣源開       | 九龍塘鐵路站開   | 九龍塘鐵路站開 | 九龍塘鐵路站開 |
| 日期             | 服務時間    | 班次（分鐘） | 日期             | 服務時間       | 班次（分鐘）   |
| ---------------- | ----------- | ------------ | ---------------- | -------------- | -------------- |
| 星期一至六       | 05:30-06:45 | 15           | 星期一至六       | 06:00-07:30    | 15             |
| 星期一至六       | 06:45-08:55 | 20-22        | 星期一至六       | 06:00-07:30    | 15             |
| 星期一至六       | 08:55-11:20 | 15-20        | 星期一至六       | 08:10-08:40    | 15             |
| 星期一至六       | 11:20-18:10 | 12-13        | 星期一至六       | 08:40-09:10    | 10             |
| 星期一至六       | 18:10-19:05 | 15-20        | 星期一至六       | 09:10-12:05    | 15-20          |
| 星期一至六       | 19:05-00:15 | 13-15        | 星期一至六       | 12:05-18:55    | 12-13          |
|                  |             |              | 星期一至六       | 18:55-19:50    | 15-20          |
| 19:50-00:57      | 13-15       |              | 星期一至六       |                |                |
| 星期日及公眾假期 | 05:30-07:00 | 15           | 星期日及公眾假期 | 06:00-07:45    | 15             |
| 星期日及公眾假期 | 07:00-08:56 | 12-13        | 星期日及公眾假期 | 07:45-09:41    | 12-13          |
| 星期日及公眾假期 | 08:56-11:41 | 15           | 星期日及公眾假期 | 09:41-12:26    | 15             |
| 星期日及公眾假期 | 11:41-17:55 | 11-13        | 星期日及公眾假期 | 12:26-18:51    | 11-13          |
| 星期日及公眾假期 | 17:55-20:39 | 15-17        | 星期日及公眾假期 | 18:51-21:20    | 15-17          |
| 星期日及公眾假期 | 20:39-00:15 | 13-14        | 星期日及公眾假期 | 21:20-00:57    | 13-14          |

82S
- 星期一至六 
  - 廣源開:07:15、07:35、07:55、08:15

星期日及公眾假期不設服務

## 收費
82M/82S
全程收費：$6.5
- 多石（82S）／威爾斯親王醫院（82M）往九龍塘鐵路站：$5.5
- 獅子山隧道收費廣場往廣源：$5.5（只適用於82M線）

| - 本線設有12歲以下小童及65歲或以上長者半價優惠。 - 65歲或以上香港居民使用「樂悠咭」，以及12歲以下合資格殘疾兒童使用「殘疾人士身份」個人八達通繳付車資，均可享有每程$2.0或半價（以較低者為準）的票價優惠；12至64歲合資格殘疾人士使用「殘疾人士身份」個人八達通（包括「樂悠咭」），以及60至64歲香港居民使用「樂悠咭」繳付車資，均可享有每程$2.0或全費（以較低者為準）的票價優惠。 - 65歲或以上長者如使用長者或一般個人八達通繳付車資，則只可享有半價優惠；12至64歲合資格殘疾人士如不使用「殘疾人士身份」個人八達通，以及60至64歲人士如不使用「樂悠咭」繳付車資，必須繳付全費。 - 乘客可以現金或八達通於上車時付款，不設找續。 - 每位成人乘客可免費攜帶最多兩名4歲以下而不佔座位的兒童乘客乘車，超額之4歲以下小童必須繳付小童車費乘車。 - 持有「九巴月票」之乘客在車票有效期內，每日可享最多10程任何九龍巴士及龍運巴士路線（包括本路線，以及聯營路線的九龍巴士／龍運巴士提供的班次；惟乘搭機場「A」及「NA」線則可享原價二七折優惠（不會計算每天10次合資格車程））；而B1線則每日可享最多各2程（不會計算每天10次合資格車程）。 - 九龍巴士、城巴、龍運巴士及陽光巴士全職員工及家屬（不包括外判職員）可免費乘搭本路線，惟必須拍職員或職員家屬八達通。 - 乘客亦可透過多元化電子支付系統（e度嘟）繳付車資，包括使用非接觸式VISA卡、JCB卡、萬事達卡、銀聯卡、美國運通、大來國際、Discover Card、Apple Pay、Google Pay、Samsung Pay、AlipayHK「易乘碼」、支付寶、WeChatHK／微信支付「搭車碼」、銀聯雲閃付「乘車碼」及BOC Pay「乘車碼」。乘客使用此付款方式，使用此支付方式的乘客可享有中途下車之分段收費，以及與其他九巴／龍運獨營路線或聯營線九巴／龍運班次之轉乘優惠，惟不適用於與非九巴／龍運路線之轉乘優惠，亦不能享有「公共交通費用補貼計劃」及「長者及合資格殘疾人士公共交通票價優惠計劃」。 |

## 使用車輛
82S
本線用車為2輛丹尼士巨龍9.9米雙層空調巴士及1輛富豪B7RLE 12米單層空調巴士，均屬沙田車廠。
82M
在2013年8月取消前，本線用車為4輛富豪奧林比安11米（AV）及4輛富豪B7RLE 12米單層空調巴士（部分需調走82S及83S線），均屬沙田車廠。
由於本路線受多重競爭對手影響，客量不斷下跌，為節省資源，由2010年11月21日起，本路線調走兩部富豪奧林比安11米（AV123／GX6858、AV142／GX9712），改派兩部2010年7月出牌、配備歐盟五型環保引擎的12米MCV Evolution車身富豪B7RLE低地台單層空調巴士（AVC29／PH7696、AVC30／PH8029）替代（兩天後（2010年11月23日）改派另外兩部同款巴士AVC38／PJ8709、AVC39／PJ9701），成為途經獅子山隧道的巴士路線中，首條及唯一一條採用該款巴士行走的路線。由2011年7月17日起，本路線再調走兩部富豪奧林比安11米（AV116／GW6918、AV187／GZ9025），改派兩部2010年7月出牌、配備歐盟五型環保引擎的12米MCV Evolution車身富豪B7RLE低地台單層空調巴士（AVC30／PH8029、AVC31／PH8276）替代。

## 行車里數及時間
- 全程行車里數：12.1公里
- 全程行車時間：約45分鐘

## 途經街道
82M/82S
廣源開經：小瀝源路、沙田圍路、牛皮沙街、插桅杆街、銀城街、小瀝源路、大涌橋路、沙田圍路、沙角街、大涌橋路、獅子山隧道公路、獅子山隧道、窩打老道、歌和老街、根德道、沙福道及添福道。
82S線不經有斜體字之路段
九龍塘鐵路站開經：沙福道、窩打老道、獅子山隧道、獅子山隧道公路、大涌橋路、沙角街、乙明邨街、沙角街、沙田圍路、大涌橋路、小瀝源路、銀城街、插桅杆街、牛皮沙街、沙田圍路及小瀝源路。

## 車站一覽
| 廣源開 | 廣源開               | 廣源開                         | 九龍塘鐵路站開 | 九龍塘鐵路站開       | 九龍塘鐵路站開                 |
| ------ | -------------------- | ------------------------------ | -------------- | -------------------- | ------------------------------ |
| 車站   | 車站名稱             | 位置                           | 車站           | 車站名稱             | 位置                           |
| 1      | 廣源巴士總站         | 廣源巴士總站                   | 1              | 九龍塘鐵路站巴士總站 | 九龍塘（沙福道）公共運輸交匯處 |
| 2      | 小瀝源               | 小瀝源路                       | 2              | 映月台               | 窩打老道                       |
| 3      | 香港駕駛學院         | 沙田圍路                       | 3              | 獅子山隧道           | 獅子山隧道公路                 |
| 4*     | 愉翠苑               | 牛皮沙街                       | 4              | 新田圍邨             | 獅子山隧道公路                 |
| 5*     | 威爾斯親王醫院       | 插桅杆街                       | 5              | 乙明邨街             | 乙明邨街                       |
| 6*     | 愉田苑               | 銀城街                         | 6              | 沙角邨               | 沙角街                         |
| 7*     | 第一城總站           | 銀城街                         | 7              | 麗豪酒店             | 大涌橋路                       |
| 8*     | 第一城中心           | 銀城街                         | 8              | 富豪花園             | 大涌橋路                       |
| 9*     | 沙田第一城           | 大涌橋路                       | 9              | 第一城中心           | 銀城街                         |
| 10*    | 富豪花園             | 大涌橋路                       | 10             | 愉田苑               | 銀城街                         |
| 11*    | 麗豪酒店             | 大涌橋路                       | 11             | 威爾斯親王醫院       | 插桅杆街                       |
| #      | 多石                 | 沙田圍路                       | 12             | 第一城鐵路站         | 插桅杆街                       |
| #      | 沙田圍新村           | 沙田圍路                       | 13             | 愉翠苑               | 牛皮沙街                       |
| 12     | 博康邨               | 沙角街                         | 14             | 小瀝源報案中心       | 沙田圍路                       |
| 13     | 田家炳學校           | 沙角街                         | 15             | 小瀝源               | 小瀝源路                       |
| 14     | 曾大屋               | 大涌橋路                       | 16             | 帝堡城               | 小瀝源路                       |
| 15     | 新田圍邨             | 獅子山隧道公路                 | 17             | 廣源巴士總站         | 廣源巴士總站                   |
| 16     | 獅子山隧道           | 獅子山隧道公路                 |                |                      |                                |
| 17     | 根德道               | 歌和老街                       |                |                      |                                |
| 18     | 九龍塘鐵路站巴士總站 | 九龍塘（沙福道）公共運輸交匯處 |                |                      |                                |

：82S線不停有*號之分站，並改停有#號之分站

## 利用狀況
82S
根據2013-2014年度沙田區巴士路線發展計劃，此路線平均每天約有100名乘客，最繁忙的一小時內載客率有42%，平均每班車約26名乘客。 
82M
馬鞍山線於2004年聖誕前通車及2007年年尾兩鐵合併後，沙田城門河東部居民的乘車模式已改變，由以前使用巴士往九龍塘站接駁港鐵觀塘線，改為直接從區內乘搭港鐵。所以，本線基本上已失去原先接駁的功能，從而導致使用率甚低，相比馬鞍山線通車前，本路線的客量已下跌了超過70%。
取消前，此線整體的客量偏低，最繁忙的一小時內載客率只有42%，而非繁忙時段的乘客率更低至23%，最後在2013年8月24日取消，由85A線取代。

## 參看
- 公共交通協調政策